# Gyulay Zsolt (kajakozó)
Gyulay Zsolt (Vác, 1964. szeptember 12. –) olimpiai és világbajnok kajakozó, sportvezető, a Hungaroring Sport Zrt. elnök-vezérigazgatója, 2022-től a MOB elnöke. Felesége Pongrácz Katalin, nővére Gyulay Katalin, lányai Blanka, Rebeka és Csenge.

## Sportpályafutása
1976-ban kezdett el kajakozni a Váci Hajónál. 1979-ben serdülő bajnok volt kajak négyes 500 méteren. 1981-ben ugyanezen a távon ifjúsági bajnok lett. Az Ifjúsági Barátság Versenyen egyesben első volt. 1982-ben a Rába ETO csapatához igazolt. 1983-ban a felnőtt bajnokságon egyesben 500 és 1000 méteren harmadik, kettes 1000 méteren negyedik volt. A tamperei vb-n K1 500 méteren ötödik volt. Egyes ezer méteren nem jutott a döntőbe. 1984-ben kettes 500 méteren lett harmadik az ob-n. Egyes ezer méteren negyedik helyen végzett. A következő évben egyes 500 méteren második, 1000 méteren harmadik volt az ob-n. A belgiumi vb-n K2 500 méteren és K4 1000 méteren volt negyedik. Ebben az évben a Budapest Honvédhoz szerződött. 1986-ban négy magyar bajnoki címet szerzett. A montreali vb-n kajak négyes 1000 méteren világbajnok, egyes 500-on második, négyes 500 méteren ötödik lett. 1987-ben K1 és K2 500 méteren valamint K4 1000-en lett országos bajnok. A duisburgi vb-n négyes 1000 méteren megvédte bajnoki címét. Egyes 500 és 10 000 méteren hetedik volt. A következő évben K1 500-on és K4 1000-en első, K2 500 méteren második, egyes 1000-en negyedik volt a magyar bajnokságon. Az 1988-as szöuli olimpián egyes 500 és négyes ezer méteren szerzett aranyérmet, utóbbin Ábrahám Attilával, Csipes Ferenccel és Hódosi Sándorral.
1989-ben a plovdivi vb-n K1 és K4 1000 méteren első lett, K1 500-on kizárták, a K1 10 000 métert feladta. A szegedi ob-n K1 500 és 1000 méteren valamint K4 1000 méteren nyert. Decemberben a versenyzők képviseletében a Magyar Kajak-Kenu Szövetség elnökségi tagja lett. Részt vett az első kajakpoló magyar bajnokságon, melyen gólkirály volt, csapata negyedik lett. Az 1990-es hazai bajnokságon az olimpiai bajnok négyes két év után vereséget szenvedett és második lett. K1 és K4 500 méteren bajnok lett. K1 1000 méteren hetedik helyen zárt. A poznańi vb-n K4 1000 méteren világbajnok, K1 500-on ötödik, K1 1000 méteren nyolcadik volt. A következő évben K1 és K2 500 méteren, K4 1000 méteren első, K1 150 méteren harmadik volt az ob-n. A párizsi vb-n K4 1000 méteren első, K1 és K2 500 méteren harmadik lett. Az 1992-es barcelonai olimpián egyesben 500 méteren és négyesben 1000 méteren ezüstérmet szerzett.
Az 1993-as magyar bajnokságon K1 50 méteren, K2 200 métere, K4 200 métere és K4 1000 méteren volt bajnok. A koppenhágai vb-n négyesben 1000 méteren második, 500 méteren harmadik volt. K1 500 méteren hetedik helyezett lett. 1994-ben K2 és K4 200 méteren első, K1 200 és 500 méteren második, K2 500 méteren negyedik volt. A mexikóvárosi vb-n K4 200 és 1000 méteren negyedik, K2 200 méteren hetedik volt. 1995-ben az MTK-hoz szerződött. Az ob-n K1 és K2 200 méteren, K1 és K2 500-on és K4 1000 méteren első lett. A hazai grand prix sorozatot megnyerte. A duisburgi vb-n K1 200-on 9., K1 500-on 6., K2 200-on harmadik, K2 500-on és K4 1000 méteren második volt. Az 1996-os olimpián K2 500 méteren hatodik volt. 1996-ban vonult vissza az aktív sporttól. 1999-ben visszatért a hazai vb válogatókra az MTK színeiben, de nem járt sikerrel.

## Visszavonulása után
Még aktív kajakosként végezte el a Testnevelési Főiskola szakedzői szakát 1991-ben, ill. később a Külkereskedelmi Főiskolát. 1994-ben rövid ideig próbálkozott a politikai pályával, a Szabad Demokraták Szövetségének országgyűlési képviselőjelöltje volt. 1996-ban az Arena sportszergyártó cég marketing-igazgatója lett. 1997 januárjában pályázott a kajak-kenu szövetségi kapitányi posztra, de elbukott Angyal Zoltánnal szemben. 1998 és 2001 között az Arena szlovákiai vezérképviselője volt. 2004. január végéig az Újpest FC labdarúgóklubot működtető kft. ügyvezető igazgatója és társtulajdonosa volt. 2004-ben rövid ideig egy labdarúgással foglalkozó vállalt vezérigazgatója volt. 2005-ben a Magyar Kajak-Kenu Szövetség tudományos és sportegészségügyi igazgatójává nevezték ki. Emellett az MTK szakosztály-igazgatója lett. 2007-ben az OLLÉ Sportrendszer Kht. ügyvezető igazgatója lett. A Magyar Olimpiai Bizottság tagja, 2009-ben a testület egyik alelnökévé választották. 2009-től 2011-ig az olimpiai bajnokokat képviselete a Magyar Kajak-kenu Szövetségben 2010. augusztus 31-étől Palik László utódaként a Hungaroring Sport Zrt. elnök-vezérigazgatója lett. 2011. február 19-én megválasztották a Magyar Nemzeti Autósport Szövetség (MNASZ) elnökévé. 2011 márciusában a Magyar Kajak-kenu Szövetség marketing-alelnöke lett. 2012-ben beválasztották Halhatatlan Magyar Sportolók Egyesületébe. 2012 októberében kinevezték a Nemzeti Dohánykereskedelmi Nonprofit Zrt. vezetőjének. Az összeférhetetlenség miatt a Hungaroring Sport Zrt.-ben a továbbiakban csak az elnöki poszt feladatait látja el. 2014 januárjában lemondott az MNASZ elnöki posztjáról.

## Díjai, elismerései
- Az év magyar kajakozója (1988, 1989, 1992)
- A Magyar Népköztársaság csillagrendje (1988)
- A Magyar Köztársasági Érdemrend kiskeresztje (1992)
- MOB Olimpiai aranygyűrű (1995)
- A Magyar Érdemrend parancsnoki keresztje (2023)[8]
- A köz szolgálatáért érdemjel arany fokozata (2024)[9]
- Prima Primissima-díj (2024)[10]
- Vác díszpolgára (2024)[11]